# Lysenkoisme
Lysenkoisme (russisk: лысенковщина) var en politisk kampagne under ledelse af den sovjetiske biolog Trofim Lysenko imod genetik og videnskabsbaseret landbrug i midten af det 20. århundrede. Den afviste naturlig selektion til fordel for en form for lamarckisme, samt udvidede teknikkerne til vernalisering og podning. Med tiden er udtrykket blevet identisk med enhver bevidst fordrejning af videnskabelige fakta eller teorier til formål, der anses for politisk, religiøst eller socialt ønskeligt.
Mere end 3.000 almindelige biologer blev afskediget eller fængslet, og adskillige videnskabsmænd blev henrettet i den sovjetiske kampagne for at undertrykke afvigende meninger. Præsidenten for det sovjetiske landbrugsakademi, Nikolai Vavilov, som havde været Lysenkos mentor, men senere tog afstand fra ham, blev sendt i fængsel og døde der. Ligeledes blev sovjetisk genetikforskning reelt ødelagt. Forskning og undervisning inden for neurofysiologi, cellebiologi og mange andre biologiske discipliner led skade eller blev forbudt.
Sovjetunionens regering støttede kampagnen, og Joseph Stalin redigerede personligt en tale af Lysenko så det fremstod som om han støttede hvad der ville blive kendt som lysenkoisme. Dette på trods af hans skepsis over for Lysenkos påstand om, at al videnskab er klasse-orienteret i naturen. Lysenko fungerede som direktør for Landbrugsakademiet i Sovjetunionens Videnskabsakademi. Andre lande i østblokken inklusive Folkerepublikken Polen, Republikken Tjekkoslovakiet og Den Tyske Demokratiske Republik accepterede lysenkoismen som den officielle "nye biologi" i varierende grad, ligesom Folkerepublikken Kina gjorde det i nogle år.